# 庄和インターチェンジ

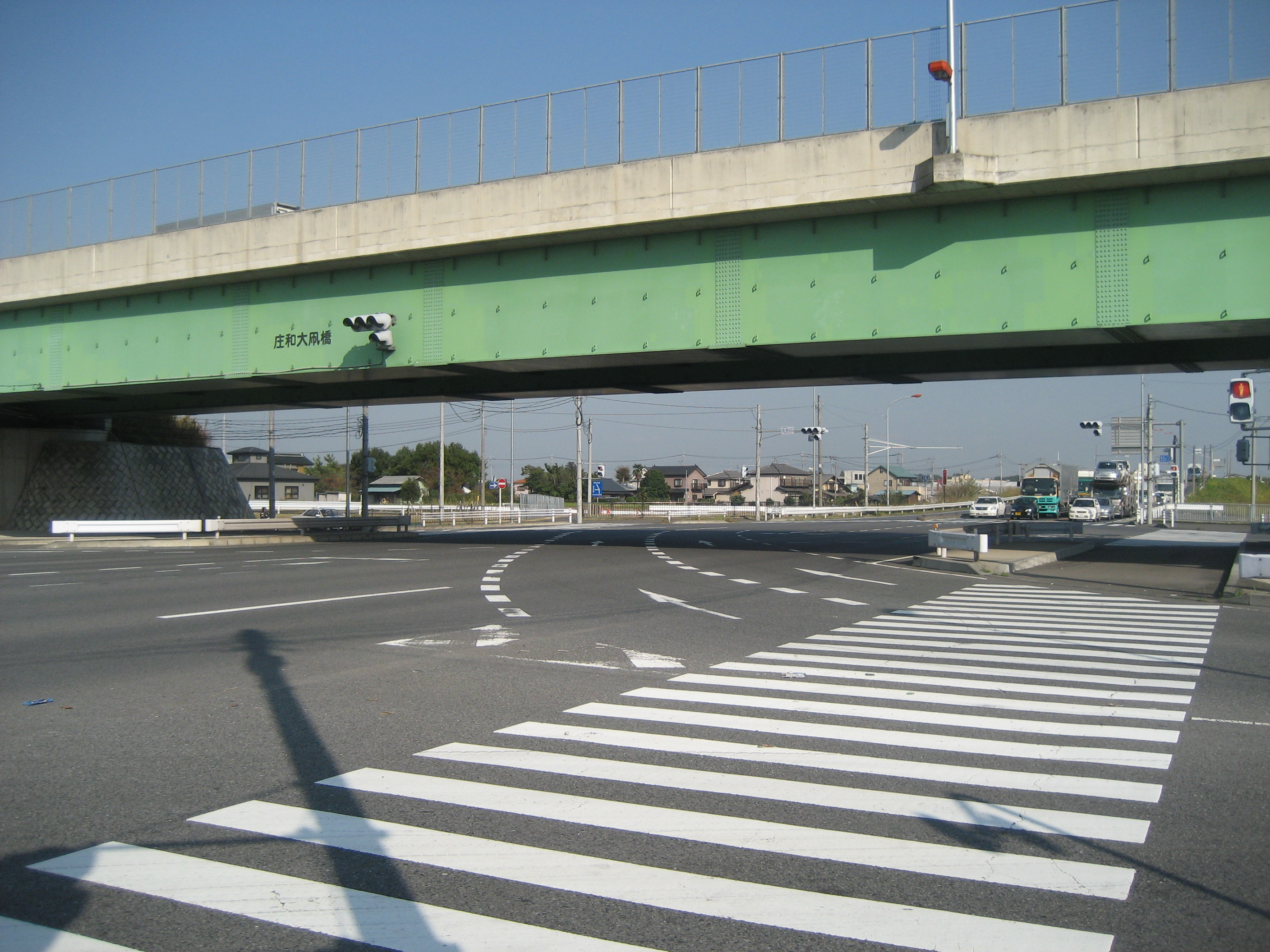
庄和大凧橋

庄和インターチェンジ（しょうわインターチェンジ）は、埼玉県春日部市下柳に建設予定の東埼玉道路の終点となる予定のインターチェンジである。
なお、東埼玉道路には当インターから首都圏中央連絡自動車道（圏央道）五霞インター迄の延伸構想があるが、具体化されていない。
現在は国道16号春日部野田バイパスと国道4号（新4号国道）越谷春日部バイパス・春日部古河バイパスの交差点となっている。2001年に国道4号が国道16号をオーバーパスする形で立体交差化され、交通渋滞が緩和された。この高架橋は地元の祭りに登場する「大凧」にちなんで「庄和大凧橋」と命名されている。

## 道路
- 東埼玉道路（終点（予定））

## 接続する道路
- 国道4号（新4号国道）
- 国道16号
- 埼玉県道42号松伏春日部関宿線（県道から越谷方面への合流は可能であるが、双方の国道から県道への直接合流できない。ただし国道16号の野田方面からのみ、インター手前にある柳橋の側道経由での合流は可能）

## 周辺
- 道の駅庄和
- 春日部市役所庄和総合支所
- 庄和総合公園
- 春日部市消防本部庄和消防署
- イオンモール春日部

## ギャラリー

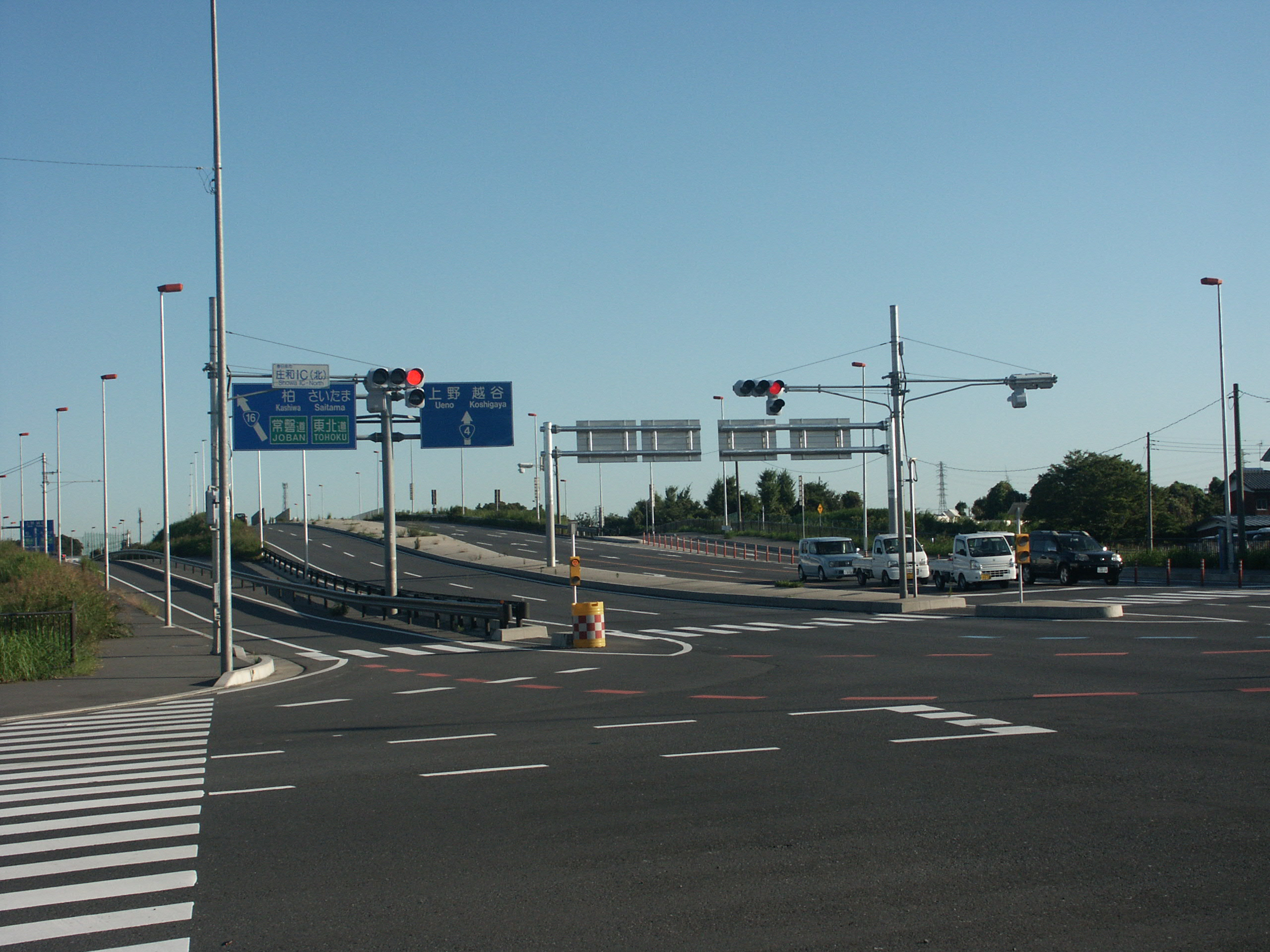
庄和インター北交差点付近
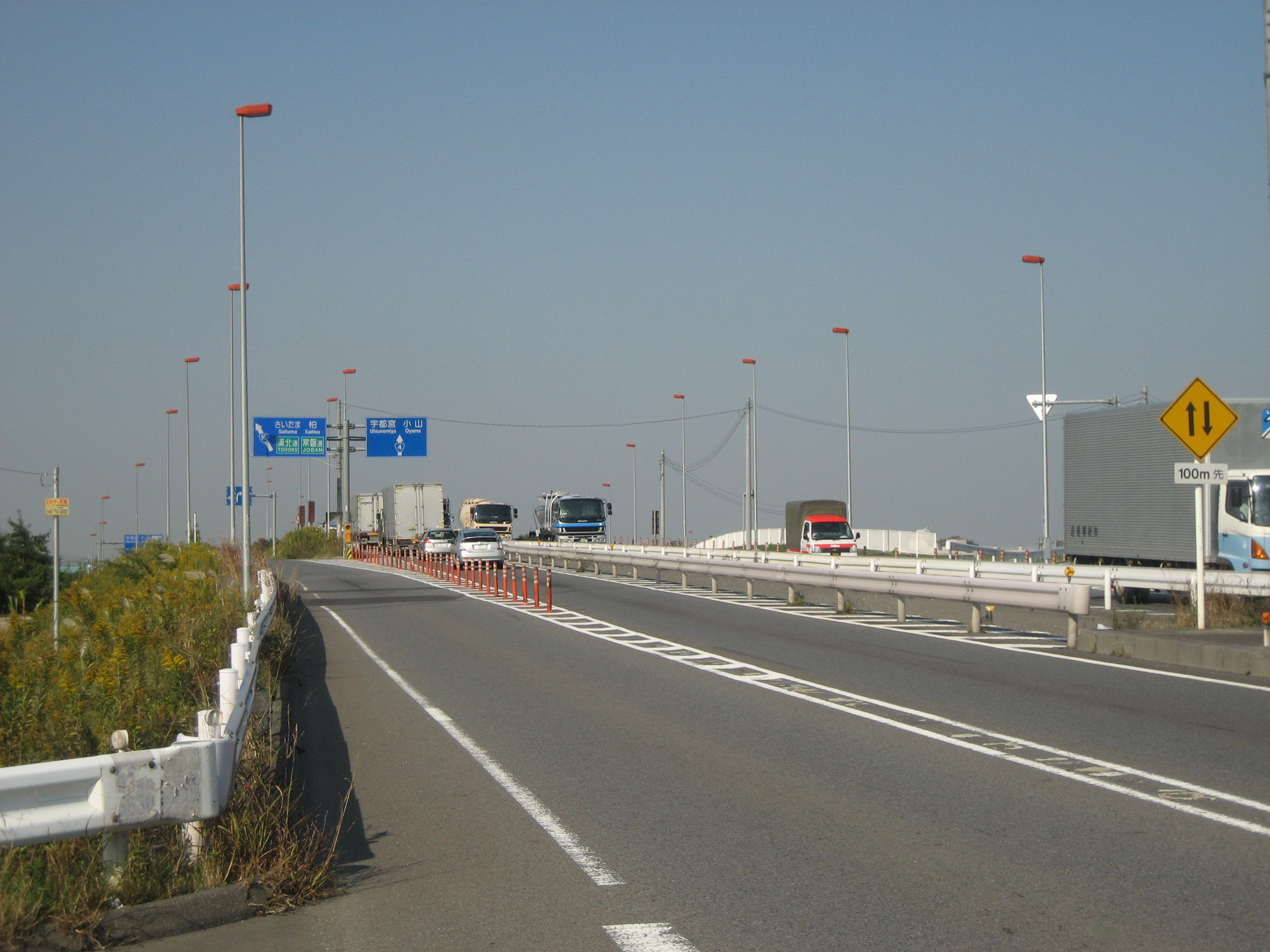
国道4号バイパス小山方面分岐付近（現在は4車線化されている）
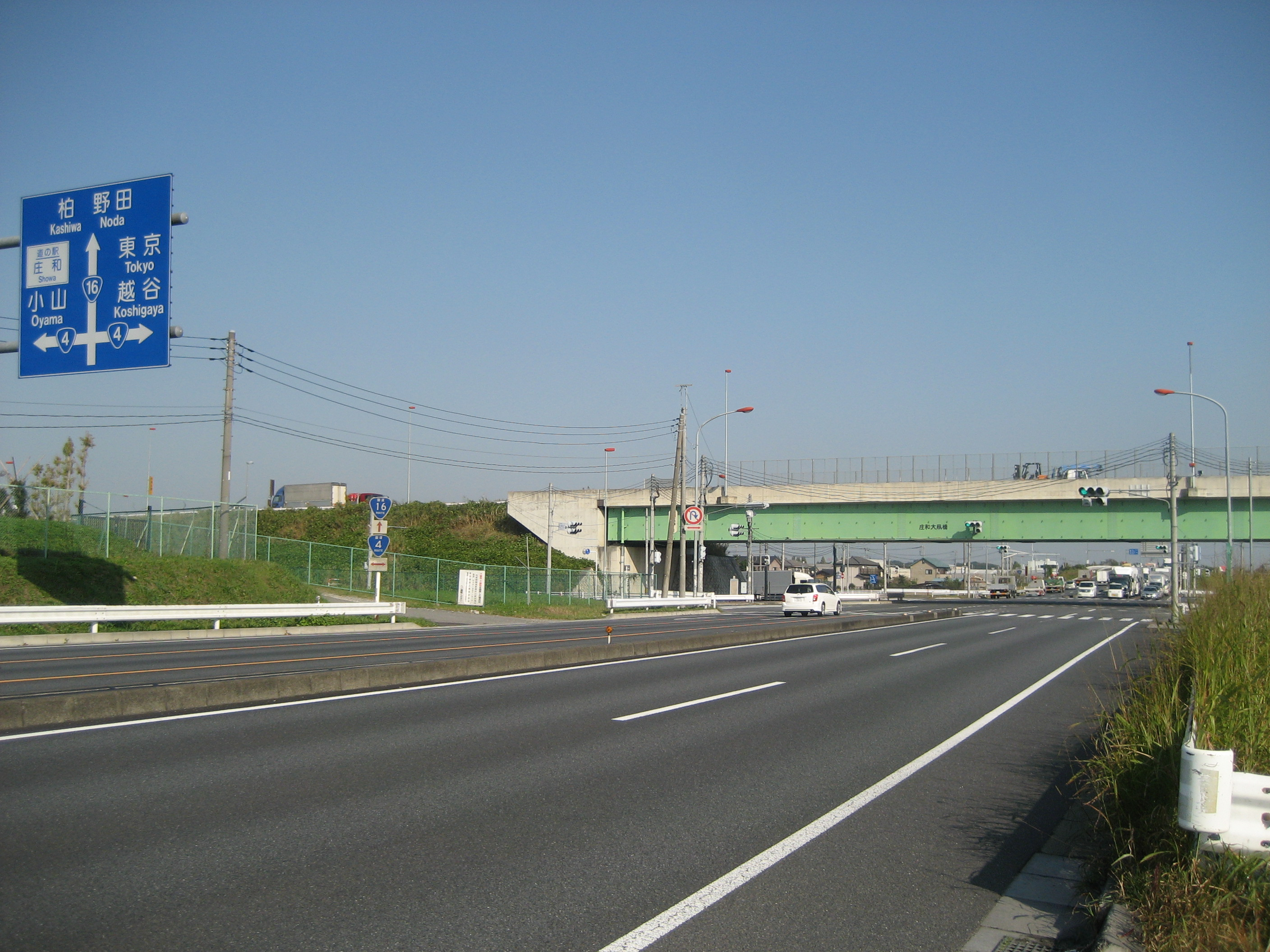
国道16号柏方面を撮影